# الدوري القطري 1982–83
إحصائيات دوري نجوم قطر في موسم 1982-83.

## نظرة عامة
فاز العربي بالبطولة.